# Oetwil am See
Oetwil am See je obec v kantonu Curych ve Švýcarsku. Žije zde  obyvatel.

## Geografie
Oetwil am See leží poblíž severního břehu Curyšského jezera, asi 18 kilometrů jihovýchodně od Curychu. Rozkládá se mezi břehem jezera a jižním svahem masivu Pfannenstiel. V roce 2018 tvořila 60,5 % rozlohy obce zemědělská půda, 10,5 % lesy a 22,3 % plochy osídlení. Dopravní plochy zabírají 5,3 % rozlohy obce. Nejvyšší bod Oetwilu se nachází v masivu Pfannenstiel ve výšce 651 m n. m., nejnižší 491 m n. m. u rychlostní silnice Forchautobahn.
Sousedními obcemi jsou Egg, Grüningen, Hombrechtikon, Stäfa, Männedorf a Uetikon am See.

## Historie

Letecký pohled (1931)

Doložená historie obce Oetwil am See zahrnuje přibližně 2000 let. Oblast kolem Oetwilu nabízela dobré životní podmínky již v době bronzové a železné. Archeologicky doložená historie začíná římským statkem z 2. až 4. století v lokalitě Bäpur. Po Římanech pronikali v raném středověku do dnešního Švýcarska Frankové a Alamani. S nimi přišli kolem roku 860 bratři Meginhere a Liuto do oblasti mezi Esslingenem a Oetwilem. Jsou prvními známými osadníky na území dnešní obce Oetwil. Oetwil byl poprvé písemně zmíněn v 9. století. Podle listiny kláštera St. Gallen z roku 854, 860 nebo 865 zde obhospodařovali nejméně sedm hektarů půdy. V této listině byl název místa Otiniwilare poprvé uveden jménem. V 10. století byly osada Oetwil a také dnes k obci Oetwil am See patřící Willikon ve vlastnictví kláštera Einsiedeln.
V roce 1481 byl poprvé písemně zmíněn „Kilchli ze Öttwil“ (kostelík v Oetwilu). V okolí kostela vznikla již před rokem 1641 škola. V letech 1725/26 byl na místě kaple postaven dnešní kostel a v roce 1732 vedle něj fara. Postupně vznikl Oetwil jako malá vesnice.
Původně se téměř všichni obyvatelé území dnešního Oetwil am See živili zemědělstvím jako samozásobitelé. Zejména na počátku 19. století nabylo v obci velkého významu zpracování dovážené bavlny. V průběhu 20. století se v Oetwilu objevily nové hospodářské činnosti.

## Obyvatelstvo
| Rok            | 1670 | 1772 | 1850 | 1900 | 1950 | 1990 | 2000 |
| Počet obyvatel | 250  | 725  | 1158 | 942  | 1222 | 3068 | 4375 |

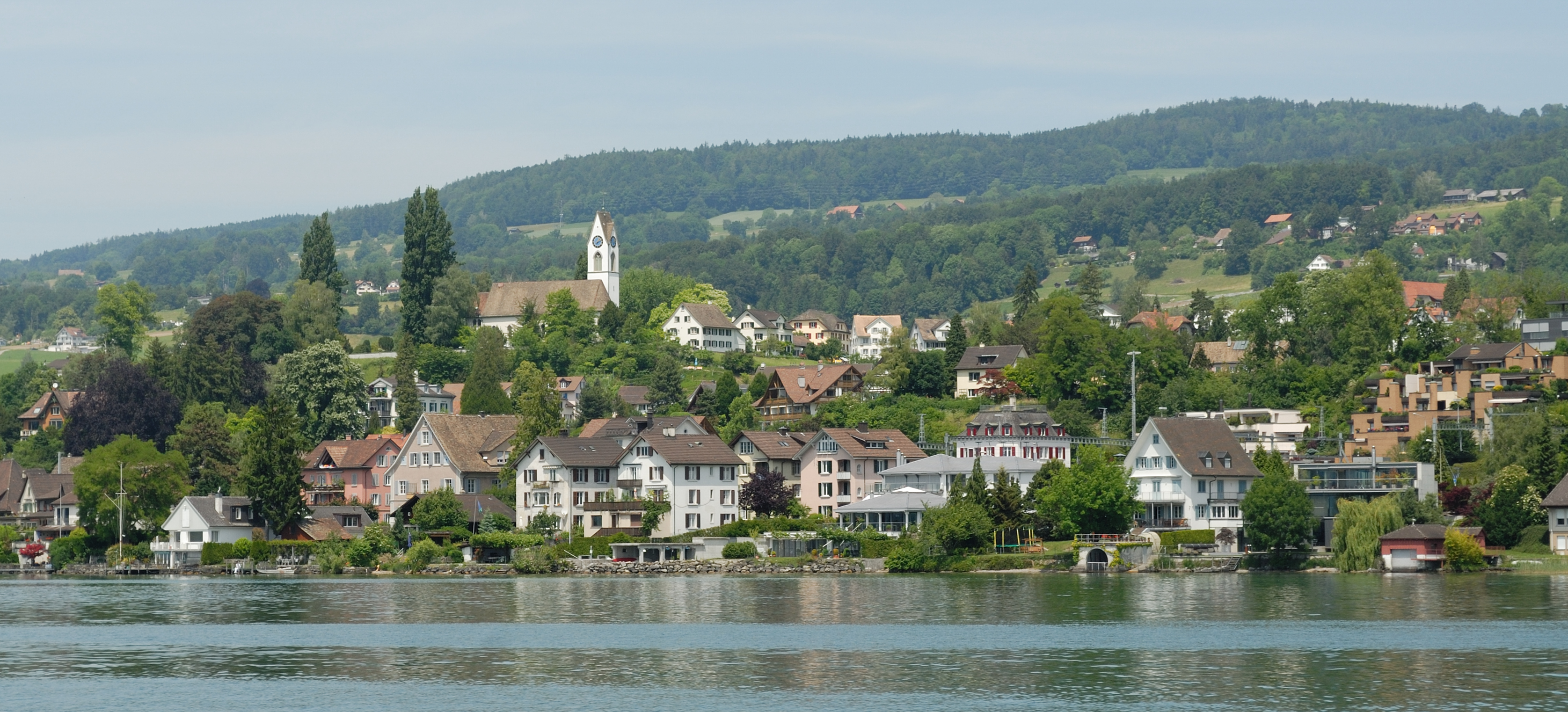
Pohled na Uetikon od jezera

Úředním jazykem obce je němčina. Místní dialekt němčiny je nazýván Züridütsch (curyšská němčina). Většina obyvatel hovořila k roku 2000 německy (82,3 %), druhou nejčastější řečí byla italština (3,8 %) a třetí srbochorvatština (3,0 %).

## Doprava

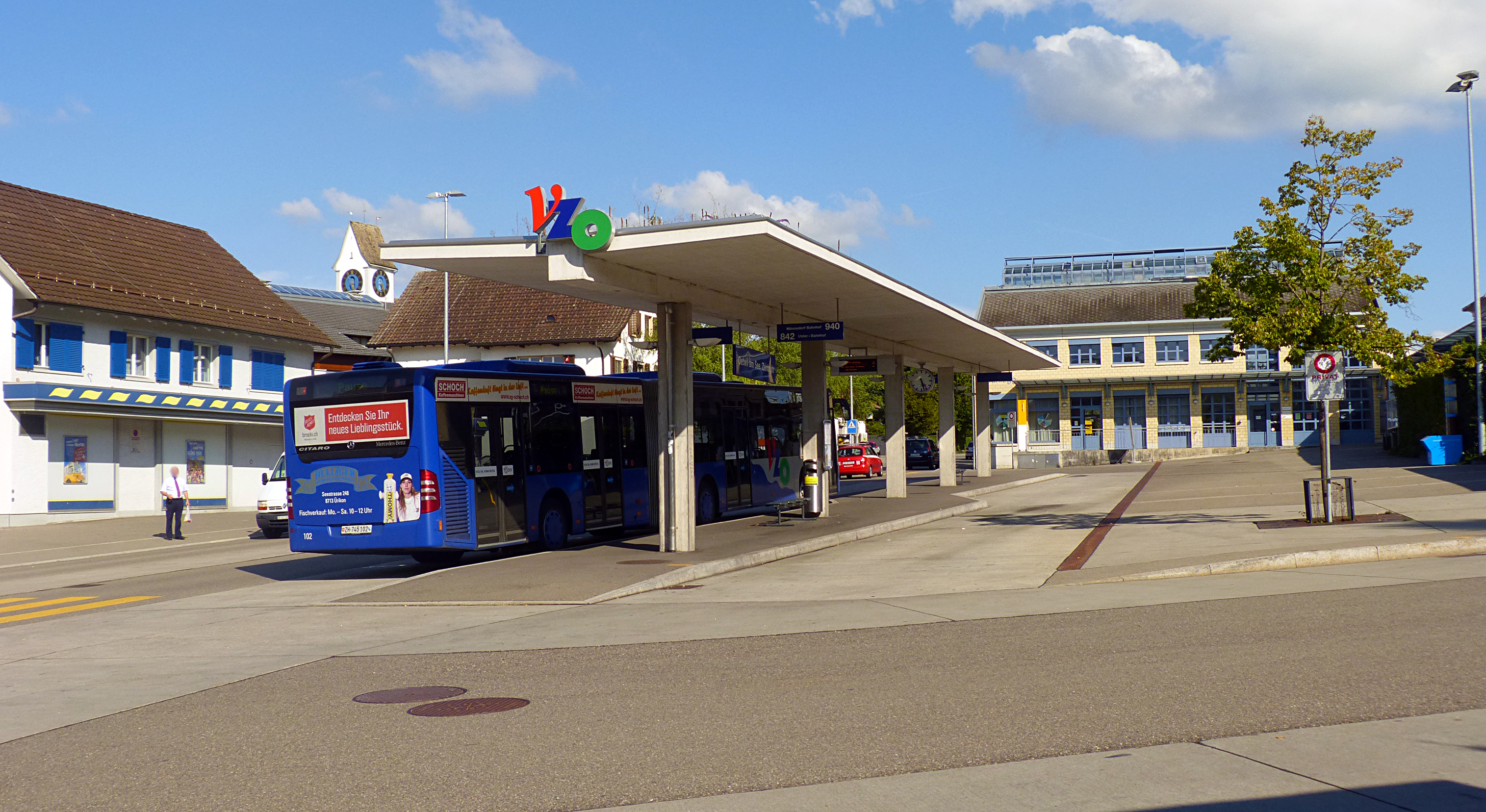
Autobusové nádraží v Oetwilu

Výstavba silnic v 19. století umožnila ve 20. století výstavbu tramvají. V letech 1909–1949 procházely územím obce tramvaj z Wetzikonu do Meilenu (1903–1950) a železnice Uster-Oetwil (1909–1949), které se setkávaly na nádraží Langholz a po zrušení byly nahrazeny autobusy provozovanými dopravním svazem Verkehrsbetriebe Zürichsee und Oberland (VZO).
Nejbližší železniční stanice se nachází na trati Curych–Rapperswil, která byla otevřena 14. března 1894 a elektrifikována v květnu 1926. Uetikon obsluhují linky S6 a S7 curyšského systému vlakových linek S-Bahn. Dále obec obsluhují autobusové linky, které jsou provozovány dopravním svazem systému VZO, spojující Oetwil s Usterem, Männedorfem a dalšími sídly v okolí.